# ジョアン・メリル
ジョアン・メリル（Joan Merrill、1918年1月2日 - 1992年5月10日）は、メリーランド州ボルチモアに生まれ、ニューヨーク州ニューヨークで没した、アメリカ合衆国の歌手、女優。1930年代にラジオで活動し始め、後にはニューヨークのコパカバーナやネバダ州ラスベガスのサンダーバード（Thunderbird：後の El Rancho Hotel and Casino）、シカゴのリオ・カバーナ (Rio Cabana) をはじめ、合衆国各地のナイトクラブに出演した。ライブのほか、ミュージカル映画にも出演し、1941年の映画『Time Out for Rhythm』に出たほか1942年の映画『アイスランド (Iceland)』や『The Mayor of 44th Street』に登場した。
彼女が録音を残したのは、78回転盤（SP盤）の時代であったが、LP盤の時代に入った後の1958年には、アルバム『How Did He Look?』がウェストミンスター・レコードからリリースされた。

## 映画の中で歌った楽曲
Time Out for Rhythm (1941):
- Obviously the Gentleman Prefers to Dance

Iceland (1942):
- You Can't Say No To A Soldier
- I Like a Military Tune
- There Will Never Be Another You

このうち、「ゼア・ウィル・ネバー・ビー・アナザー・ユー (There Will Never Be Another You)」は、彼女が吹き込んだ曲の中で最も人気が出た作品であった。ただし、この曲は『How Did He Look?』には収録されていない。